# Ungoliant photophaga
Espèce
Synonymes
- Forsteropsalis photophaga Taylor & Probert, 2014

Ungoliant photophaga est une espèce d'opilions eupnois de la famille des Neopilionidae.

## Distribution
Cette espèce est endémique de l'île du Nord en Nouvelle-Zélande. Elle se rencontre vers les grottes de Waitomo.

## Description
Les mâles mesurent de 3,5 à 6,1 mm.

## Systématique et taxinomie
Cette espèce a été décrite sous le protonyme Forsteropsalis photophaga par Taylor et Probert en 2014. Elle est placée dans le genre Ungoliant par Taylor en 2025.

## Publication originale
- Taylor & Probert, 2014 : « Two new species of harvestmen (Opiliones, Eupnoi, Neopilionidae) from Waitomo, New Zealand. » ZooKeys, vol. 434, p. 37–45 (texte intégral).